# EMAL

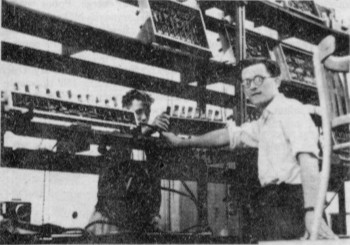
Запуск компьютера EMAL, справа — Ромуальд Марчиньский, за пультом управления — В. Стаховяк

EMAL или EMAL-1 (пол. Elektroniczna Maszyna Automatycznie Licząca, Электронная машина автоматических вычислений) – экспериментальный компьютер первого поколения Ромуальда Марчиньского, разработанный по образцу английского EDSAC. Был создан в группе математических аппаратов GAM-1 государственного математического института Варшавы в 1953—1955 годах.
Во время строительства возникли серьёзные проблемы с безопасностью. Компьютер не работал в полную мощь, но его опыт был потом использован при построении компьютера EMAL-2, а потом и в проектировании компьютера XYZ.

## Характеристики
- Тип: одноадресовый, бинарный последовательный компьютер на основе статичных триггеров электронных ламп (более 1 тыс.)
- Машинное слово: 39 бит
- Память на линиях задержки:
  - Частота: 750 кГц
  - Объём: 512 слов
  - Количество трубок: 32
- Скорость:
  - 1400—2000 сложений/вычитаний в секунду
  - 350—450 умножений в секунду
  - 230 делений в секунду